# Der Auferstandene am See von Tiberias

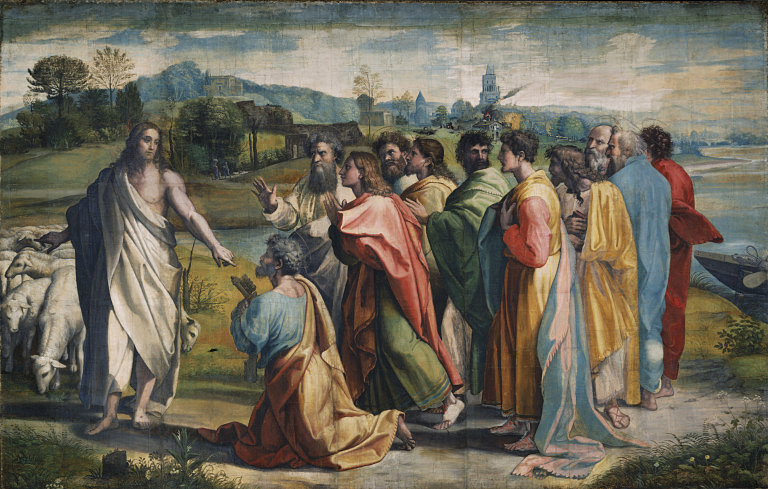
Raphael, Die Beauftragung des Petrus, 1515.

Der Auferstandene am See von Tiberias ist der Abschnitt in Johannes 21 des Neuen Testaments, in dem Jesus seinen Jüngern nach seiner Auferstehung erschien und mit Petrus sprach. Jesus stellt hier die Gemeinschaft mit Petrus wieder her, nachdem er ihn verleugnet hat. Er gibt Petrus den Auftrag seine Schafe zu hüten. Es ist die letzte Begegnung mit Jesus im Johannesevangelium.

## Hintergrund

### Jesus Auferstehung
Laut den neutestamentlichen Zeugen ist Jesus von den Toten auferstanden und erschien seinen Jüngern. Laut 1 Kor 15,5  erschien er zuerste dem Petrus und dann den Zwölf. Im Johannesevangelium werden mehrere Begegnungen mit dem Auferstanden berichtet:
- mit Maria Magdalena
- mit Aposteln ohne Thomas
- mit den Aposteln mit Thomas

Die Episode am See von Tiberias ist somit die vierte und letzte Begegnung mit dem Auferstandenen.

### Die Verleugnung des Petrus
Alle vier Evangelien berichten, wie Petrus die Jüngerschaft dreimal leugnet, bevor der Hahn dreimal krähte. Die synoptischen Evangelien berichten davon, dass Petrus danach bitterlich weinte. Johannes erzählt dieses Detail nicht. Dafür beschreibt er die Wiederherstellung der Gemeinschaft mit Jesus. In Markus 16,7  wird den Frauen aufgetragen, den Jüngern zu sagen, dass sie mit Petrus nach Galiläa zurückgehen sollen.

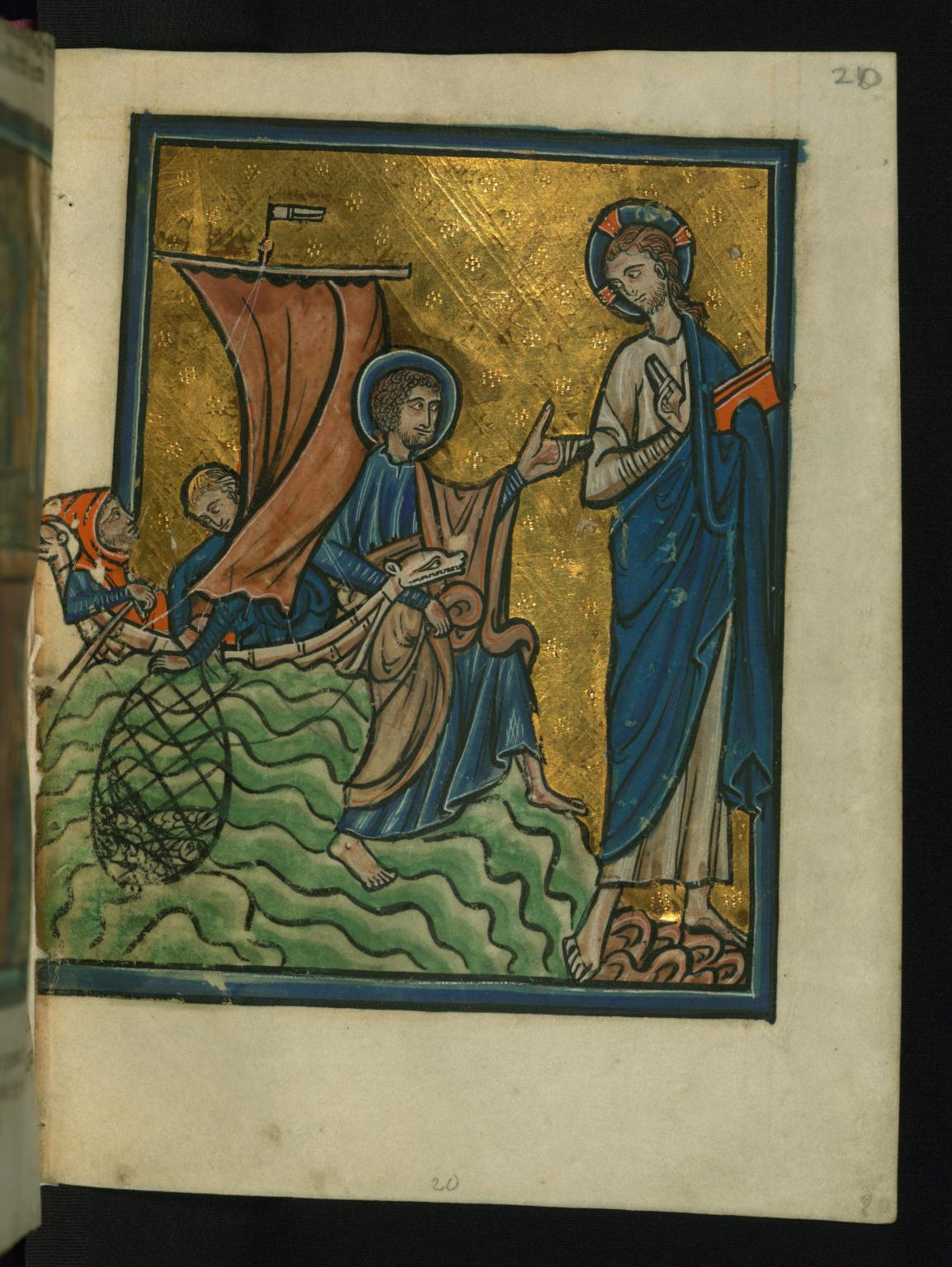
William de Brailes, Christus erscheint am See von Tiberias, etwa 1250.

Paul Barnett merkt zur Versöhnung von Jesus mit Petrus in Johannes 21 an, dass Jesus ihm verzeiht, aber auch streng zu ihm ist.

### Treffen am See
Johannes 21 berichtet, dass Petrus mit Thomas, Nathanael, Johannes, Jakobus und zwei weiteren Jüngern die ganze Nacht auf dem See von Tiberias fischte, aber keinen einzigen Fisch fing. Am Morgen sehen sie Jesus am Ufer stehen, erkennen ihn aber nicht. Er sagt zu ihnen, dass sie nochmals hinausfahren und ihr Netz auf der anderen Seite auswerfen sollen. Als sie dies tun, fangen sie 153 Fische, ohne dass ihr Netz zerreißt.
Als die Jünger an Land gehen, hat Jesus bereits ein Kohlefeuer mit Brot und Fischen vorbereitet. Nach dem Essen spricht Jesus zu Petrus.

## Die dreifache Frage von Jesus an Petrus

### Parallelen zur Verleugnung des Petrus
Am Morgen des Karfreitags verleugnete Petrus Jesus dreimal (Joh 18,17.25.27 ). Auf die dreimalige Frage Jesu am See von Tiberias sagt Petrus, dass er ihn liebt. William Hendriksen stellt die Übereinstimmungen bei den beiden Episoden fest. Ben Witherington meint, dass Petrus sozusagen an den Tatort zurückkehrt und es dieses Mal richtig macht.

### „Liebst du mich mehr als diese?“
Jesus fragt Petrus: „Simon liebst du mich mehr als diese?“ Im griechischen Urtext ist nicht eindeutig beschrieben, worauf es sich bezieht. Donald A. Carson gibt drei Möglichkeiten zur Auswahl:
1. Liebst du mich mehr als du diese Jünger liebst?
2. Liebst du mich mehr als dein Angelzeug?
3. Liebst du mich mehr als diese Jünger es tun?

Carson selbst gibt der dritten Option den Vorzug. Adrienne von Speyr meint, dass Jesus von Petrus erwartet, dass er ihn mehr lieben soll als Johannes.

### Zwei Wörter, die im Deutschen mit Liebe übersetzt werden
Der Dialog zwischen Jesus und Petrus enthält im griechischen Urtext zwei verschiedene Wörter, die beide im Deutschen mit Liebe übersetzt werden. Viele Exegeten, aber nicht alle, halten diesen Unterschied für bedeutend. Das eine Wort ist agapao, das Verb von agape, und phileo, das Verb von philia. Somit lässt sich der Dialog folgendermaßen beschreiben:
- Jesus fragt: „<Agapas> du mich?“
- Petrus antwortet: „Ich <phileo> dich.“
- Jesus fragt: „<Agapas> du mich?“
- Petrus antwortet: „Ich <phileo> dich.“
- Jesus fragt: „<Phileis> du mich?“
- Peter antwortet: „Ich <phileo> dich.“

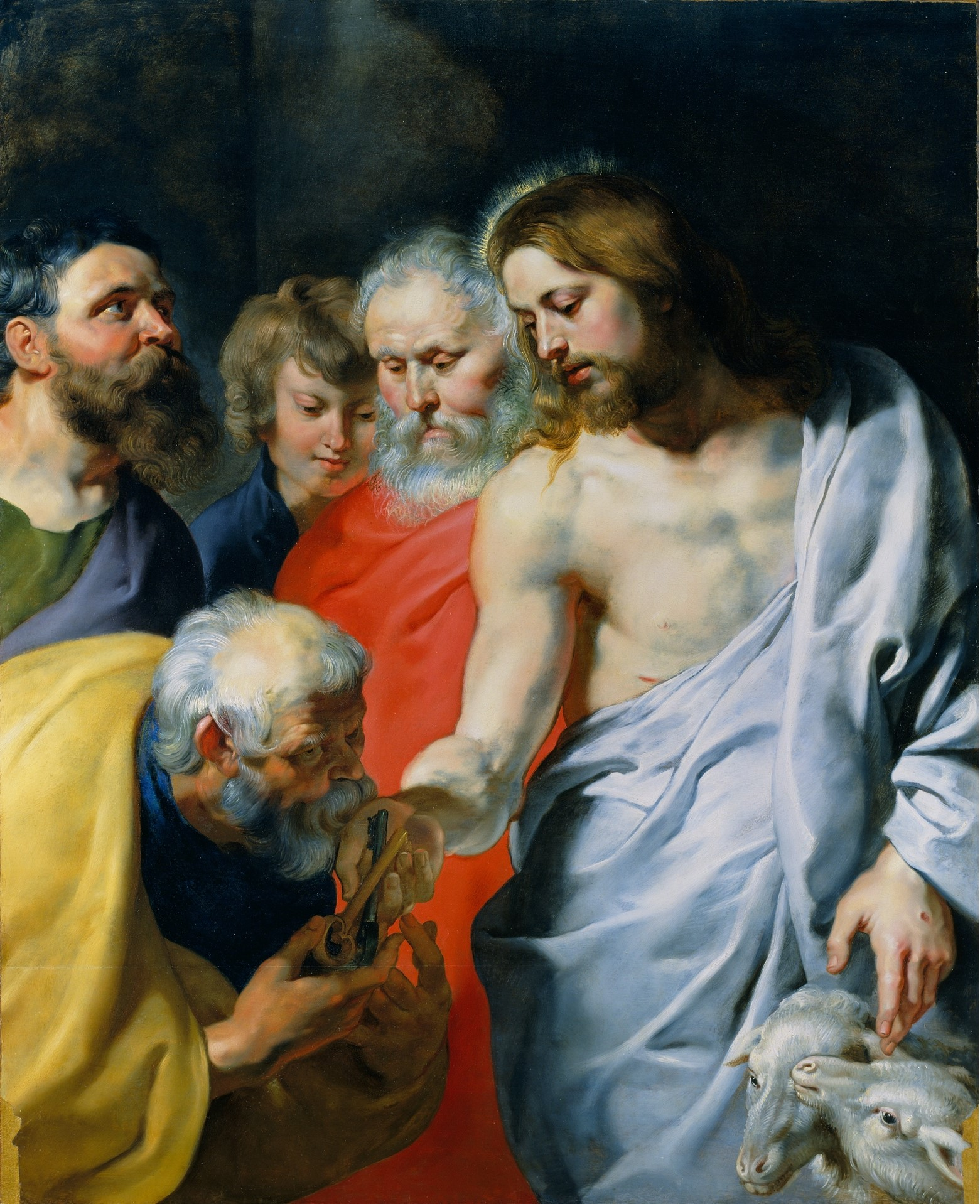
Peter Paul Rubens: Christus beauftragt Petrus, etwa 1616

Luther 2017 und 1984 sowie Gute Nachricht, BasisBibel, Einheitsübersetzung ignorieren diese Unterscheidung im Urtext und verwenden für agapao und phileo die gleichen deutschen Wörter.
Die Menge-Bibel, Neue Genfer Übersetzung, Schlachter-Bibel und Zürcher Bibel übersetzen agapas mit „liebst du mich“ und phileis mit „hast du mich lieb“.
Ben Witherington meint, dass Jesus sich beim dritten Mal auf das Niveau von Petrus gnädig herablässt. Im Gegensatz dazu mein William Hendriksen, dass Jesus mit der dritten Frage die Zuneigung des Petrus in Frage stellt.
Andere Kommentatoren wie Donald A. Carson lehnen die Idee der Unterscheidung der beiden Wörter ab. Thomas J. Lane meinte: „Seit den frühen Jahrhunderten wurde darüber diskutiert, ob es für Petrus von Bedeutung ist, mit einem anderen Liebesverb zu antworten, und für die dritte Frage, in der Jesus dasselbe Liebesverb wie Petrus verwendet. Im Laufe der Jahrhunderte hat sich die Meinung verbreitet, dass die beiden Liebesverben in diesem Evangelium austauschbar verwendet wurden.“ (Johannes 21,15–17 ) Craig S. Keener misst der Verwendung im Text keine besondere Bedeutung zu.
In Der Herr meint Romano Guardini, dass die zweite und die dritte Frage von Jesus dazu führt, dass Petrus nie mehr mit dem alten Vertrauen antwortet. Petrus wird demütiger und erkennt die Folgen seines dreifachen Verrates.

### Petrus wird zum Hirten ernannt

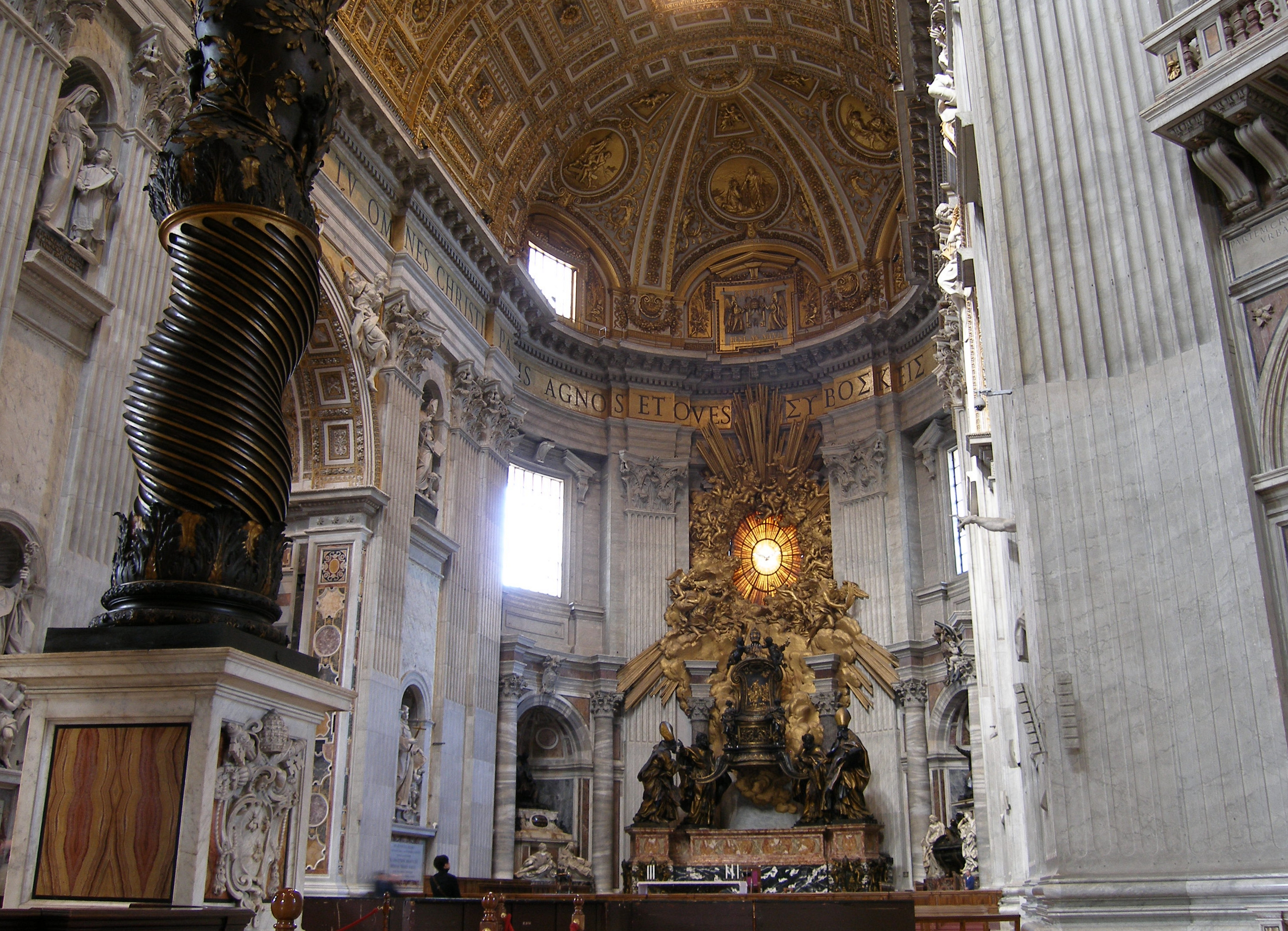
Die goldenen Inschriften im Petersdom nehmen Bezug auf Johannes 21; im linken Querhausarm: DICIT TER TIBI PETRE IESUS DILIGIS ME? CUI TER O ELECTE RESPONDENS AIS: O DOMINE TU QUI OMNIA NOSTI TU SCIS QUIA DILIGO TE („Dreimal sagt Jesus zu dir, Petrus: Liebst du mich? Dreimal, Erwählter, antwortest du: Herr, du weißt alles, du weißt, dass ich dich liebe“); im Chor: O PASTOR ECCLESIAE TU OMNES CHRISTI PASCIS AGNOS ET OVES • ΣΥ ΒΟΣΚΕΙΣ ΤΑ ΑΡΝΙΑ, ΣΥ ΠΟΙΜΑΙΝΕΙΣ ΤΑ ΠΡΟΒΑΤIΑ XΡΙΣΤΟΥ („Hirte der Kirche, du weidest alle Lämmer und Schafe Christi“; lateinisch und griechisch).

Auf die Antwort des Petrus sagt Jesus dreimal: „Weide meine Lämmer“. Jesus erneuert also den Auftrag an Petrus, den er in Matthäus 16  gegeben hat. Das Volk Gottes wird häufiger in der Bibel mit einer Schafherde gleichgesetzt. Somit wird Petrus das Volk Gottes anvertraut. Die Bedeutung des lateinischen Wortes Pastor ist Hirte.
Die Catholic Encyclopedia von 1913 stützt auf diese Bibelstelle und Matthäus 16,18-19  den päpstlichen Titel vicarius Christi – „Stellvertreter Christi auf Erden“. Protestantische Theologen wie D. A. Carson teilen diese Ansicht naturgemäß nicht. Aus orthodoxer Perspektive argumentiert Victor Potapov, dass der Befehl „weide!“ keine ultimative Vorrangstellung begründet, sondern die Verantwortung der Gemeinschaft der Hirten in der Nachfolge.

## Jesu Vorhersage des Todes von Petrus
Jesus beschreibt die Zukunft des Petrus und sagt: „Wenn du aber alt wirst, wirst du deine Hände ausstrecken, und ein anderer wird dich gürten und führen, wohin du nicht willst“ Joh 21,18 . Der Verfasser des Evangeliums deutet dies als Hinweis auf das Martyrium des Petrus (Johannes 21,19). Nach den apokryphen Petrusakten wurde er kopfüber gekreuzigt.
Der Altphilologe Timothy Barnes vertritt eine andere Möglichkeit. Er meint, wenn der Autor des Johannesevangeliums die ungefähren Einzelheiten von Petrus‘ Tod kannte, deuten diese Verse seiner Meinung nach darauf hin, dass Petrus nicht gekreuzigt, sondern lebendig verbrannt wurde. Dem Historiker Tacitus zufolge befahl Nero als eine Art poetischer Gerechtigkeit, die Christen, die er beschuldigte, hinter dem Großen Brand Roms zu stecken, lebendig zu verbrennen. Verbrecher wurden im Allgemeinen nackt gekreuzigt (obwohl spätere Kunstwerke, die Jesus darstellen, aus Gründen der Sittsamkeit oft einen Lendenschurz erlaubten), was nicht dazu passte, von jemand anderem „bekleidet“ zu werden, während das Verbrennen bei lebendigem Leib möglicherweise bedeutete, dass man der Person eine ölgetränkte Tunika überzog, was nahelegt, dass sich der Vers auf genau ein solches Gewand bezogen haben könnte.

## „Folge mir“
In Joh 21,19  wird der vorherige Vers als Todesvoraussage gedeutet und Jesus ruft Petrus nochmals zur Nachfolge.

## Leseordnung

### Katholisch
Johannes 21, 1–19 (Kurzfassung 1–14) ist das Evangelium am 3. Sonntag der Osterzeit im Lesejahr C. Im Lesejahr A ist das Evangelium am 3. Sonntag der Osterzeit die Emmausperikope und im Lesejahr B die Lk 24, 35-48., das von der Erscheinung des Auferstandenen im Kreis der Elf berichtet. In Ländern wie Deutschland, wo der Ostermontag als Feiertag begangen wird, ist diesem in allen Lesejahren das Emmausevangelium (Lukas 24,13–35) zugeordnet und dem 3. Sonntag der Osterzeit auch im Lesejahr A Johannes 21, 1–14.
Auch am Freitag der Osteroktav, bei der Beauftragung von Akolyth und Kommunionhelfer sowie bei der Votivmesse Eucharistie wird Johannes 21, 1–14 verwendet.
Johannes 21, 1.15–17 wird an den liturgischen Gedenktagen von Pius V., Pius X. und Fabian, im Commune Hirten der Kirche, bei der Spendung der Weihen und bei den Votivmessen für die heilige Kirche, für den Papst und für die Bischöfe und für die Priester gelesen.
Am Vorabend des Hochfestes Peter und Paul sowie am Freitag der 7. Osterwoche wird Johannes 21, 1.15–19 gelesen. Dieser Ausschnitt wurde auch bei der Einführung von Papst Leo XIV. verwendet.

### Evangelisch
In der Perikopenordnung wird Johannes 21,1-14 am 1. Sonntag nach Ostern der Reihe III. und Johannes 21, 15-19 am 2. Sonntag nach Ostern der Reihe IV. gelesen.